# Galina Chistiakova
Galina Valentínovna Chistiakova (Izmail, entonces en la Unión Soviética, 26 de julio de 1962) es una exatleta especialista en salto de longitud y triple salto que compitió representando a la Unión Soviética y posee el récord mundial de salto de longitud con 7,52 m desde 1988.

## Carrera deportiva
En 1984 fue una de las favoritas para ganar el salto de longitud en los Juegos Olímpicos de Los Ángeles, pero el boicot de su país a esta cita le impidió participar. Ese año realizó en Moscú una marca de 7,29 m, la segunda del mundo ese año solo por detrás de la alemana Heike Drechsler.
Su primer triunfo internacional llegó en 1985 al ganar la medalla de oro de salto de longitud en los Campeonatos de Europa Indoor en Atenas. Al año siguiente ganó la plata en los Campeonatos de Europa al aire libre, donde solo fue superada por Heike Drechsler, entonces plusmarquista mundial.
Tres meses antes de los Juegos Olímpicos de Seúl 1988, el 11 de junio, consiguió batir en Leningrado (actual San Petersburgo) el récord mundial de salto de longitud, que hasta ese momento compartían Heike Drechsler y Jackie Joyner-Kersee con 7,45 m. Chistiakova hizo primero un salto de 7,45, igualando el récord de las anteriores, y minutos después hizo otro de 7,52 m, que era nuevo récord del mundo. Este récord permanece aun vigente.
En los Juegos de Seúl Chistiakova tuvo que conformarse con la medalla de bronce con 7,11 m, pues el triunfo se lo llevó la americana Jackie Joyner-Kersee (7,40 m) y la plata la alemana Heike Drechsler (7,22 m).
El 2 de junio de 1989 consiguió batir en Estocolmo el récord mundial de triple salto con 14,52 m, superando en 36 centímetros el récord anterior que poseía la china Li Huirong con 14,16 m Galina Chistiakova es la única mujer en la historia que ha tenido los récords mundiales de salto de longitud y de triple salto.
En ese año 1989 consiguió además ganar el oro de salto de longitud en los Europeos Indoor de La Haya, en los Mundiales Indoor de Budapest y en la Copa del Mundo de Barcelona.
En los Europeos Indoor de Glasgow 1990 hizo el doblete ganando en salto de longitud y en triple salto. Sin embargo, meses después sufrió una grave lesión de rodilla y tuvo que ser operada. Tras la operación, nunca volvió a recuperar su mejor estado de forma.
Tras la disolución de la Unión Soviética optó por la ciudadanía rusa. En sus últimos años en activo se dedicó sobre todo al triple salto, y en 1992 fue la líder del ranking mundial de esta prueba con 14,62 m.
Se retiró del atletismo en 1996. Está casada con el extriplista Aleksandr Beskrovni y ambos viven ahora en Eslovaquia.

## Resultados
- Europeos Indoor de Atenas 1985

- 1.ª en longitud (7,02)

- Europeos de Stuttgart 1986

- 2.ª en longitud (7,09)

- Europeos Indoor de Lievin 1987

- 2.ª en longitud (6,89)

- Mundiales de Roma 1987

- 5.ª en longitud (6,99)

- Mundiales Indoor de Indianápolis 1987

- 4.ª en longitud (6,66)

- Europeos Indoor de Budapest 1988

- 2.ª en longitud (7,24)

- Juegos Olímpicos de Seúl 1988

- 3.ª en longitud (7,11)

- Europeos Indoor de La Haya 1989

- 1.ª en longitud (6,98)

- Mundiales Indoor de Budapest 1989

- 1.ª en longitud (6,98)

- Europeos Indoor de Glasgow 1990

- 1.ª en longitud (6,85), 1.ª en triple (14,14)

## Mejores marcas
- Salto de longitud - 7,52 m (Leningrado, 1988)
- Triple salto - 14,76 m (Lucerna, 1995)

| Predecesora: Jackie Joyner-Kersee | Plusmarquista mundial de salto de longitud 11 de junio de 1988—Presente | Sucesora: - |

- Datos: Q234395